# Ахилеас Карагьозопулос
Ахилеас Михаил Карагьозопулос (на гръцки: Αχιλλέας Μιχαήλ Καραγκιοζόπουλος) е гръцки политик от Нова демокрация.

## Биография
Роден е в кавалското село македонско село Четакли (Мелисокомио), разположено в подножието на планината Кушница в 1955 година в семейство на понтийски гърци. Учи право в Солунския университет и завършва през 1977 година. За първи път е кандидат на изборите през 1985 г., но не е избран. За пръв път е избран за депутат от Кавала на изборите през 1990 г. от Нова демокрация и остава в парламента до 1993 година. Президент е на Съюза на футболните отбори от Кавала и заема редица други обществени постове. Умира през октомври 2011 година в Кавала от рак.